# Johannes Philoponos
Johannes Philoponos (IPA: /fɨˈlɒpənəs/; klassisk grekiska: Ἰωάννης ὁ Φιλόπονος), född 490 och död 570, var en grekisk filosof, filolog och teolog, verksam på 500-talet e.Kr. Han utgick från ett aristoteliskt filosofiskt perspektiv i sin behandling av trosfrågor, och kom därmed att dra ett flertal kontroversiella slutsatser om i synnerhet treenigheten. I sitt mest välkända verk De aeternitate mundi försökte han förklara skapelsen filosofiskt, utan att hänvisa till Bibeln.

## Naturfilosofi
I likhet med mycket av den samtida filosofin bestod Johannes Philoponos verk av kommentarer till Aristoteles skrifter. Många av dessa kommentarer var starkt kritiska, samtidigt som de utvecklade Philoponos egna tankar. I sina kommentarer till Aristoteles Fysiken vände han sig emot flera aristoteliska grundtankar. Kanske mest slående ifrågasatte han Aristoteles tankar om rörelseenergi, och varför exempelvis en pil fortsatte att röra sig sedan den förlorat kontakten med strängen. Aristoteles hade hävdat att luft trängdes undan framför pilen, lade sig bakom den, och sedan tryckte pilen framåt genom luften. Philoponos ställde mot detta en primitiv och delvis felaktig, men i många avseenden med nyare fysik bättre överensstämmande, teori om rörelseenergi. Med hjälp av experiment som påminde om Galileis senare försök, kunde Philoponos också visa att Aristoteles princip att rörelse var proportionerlig till ett föremåls vikt var felaktig.
Philoponos förkastade även Aristoteles tanke att absolut tomhet var en logisk omöjlighet. Han medgav att det sannolikt faktiskt förhöll sig så, att fullständigt vakuum inte existerade i sinnevärlden, men menade samtidigt att ett klart begrepp om tomhet inte bara var logiskt möjligt, utan en direkt förutsättning för rörelse överhuvudtaget. För att en kropp ska kunna byta plats med en annan, menar Philoponus, måste det (begreppsligt) finnas en tom rymd i vilken detta kan ske.

## Antieternalism
Philoponos polemiserade intensivt mot ett flertal hedniska filosofers uppfattning att världen alltid existerat och alltid skulle existera (så kallad eternalism). I Om världens evighet mot Proclus angrep han nyplatonisten Proklos idéer om ett världsallt utan början och slut. Proklos hade menat att Platons dialog Timaeus i allt väsentligt bevisade världens evighet, och att talet om en skapande demiurg skulle förstås symboliskt. Mot detta tog Johannes sin utgångspunkt i Aristoteles De Caelo (om himlarna), och förfäktade en verklighetsuppfattning där universum hade en definitiv början och ett definitivt slut. Skriften är främst bevarad i fragment, men förefaller ha innehållit en hel serie filosofiska argument mot världens evighet.
I sin andra skrift mot eternalismen, Om världens evighet mot Aristoteles, ägnade sig Philoponos dels åt att försvara läran om skapelsen, och åt att angripa centrala aristoteliska föreställningar som legat till grund för läran om en evig värld. Bland annat ifrågasatte han Aristoteles föreställning om ett femte element (etern), och försökte på olika sätt bevisa att kosmos genom sin begränsning omöjligen kunde vara oändligt utsträckt i tid.

## Teologi
Mest kontroversiella bland Philoponos idéer var utan tvivel de teologiska och kristologiska, som bröt in i samtidens mest infekterade debatter. Genom sitt grundligt filosofiska sätt att behandla begreppsliga ting, kom han att omfatta en form av Monofysitism. Han höll för omöjligt att Kristus kunde vara i besittning av två naturer, och ställde mot detta tanken på en enda natur (om än en mycket särskilt sammansatt sådan, där element av gudomlighet och mänsklighet sammanföll).
Philoponos kom också, genom sina föreställningar om treenigheten att anklagas för Triteism. Hans förståelse av begreppet hypostas var så influerad av Aristoteles, att han kom att argumentera för att Fadern, Sonen och Den Helige Ande skulle förstås som tre distinkta substanser. Eftersom skriften där han framlade denna uppfattning, De trinitate, är inkomplett och bara bevarad i en syriansk översättning, har Philoponos föreställningar om treenigheten i mycket fått rekonstrueras.
År 680, ungefär hundra år efter sin död, fördömdes Philoponos vid det Tredje konciliet i Konstantinopel som kättersk, på grund av de två ovanstående uppfattningarna.